# Paradiset
Paradiset este o arie protejată (arie de protecție specială avifaunistică — SPA) din Suedia întinsă pe o suprafață de 149,7 ha, integral pe uscat.

## Localizare
Centrul sitului Paradiset este situat la coordonatele 59°08′50″N 18°02′14″E / 59.1473°N 18.0372°E.

## Înființare
Situl Paradiset a fost declarat arie de protecție specială avifaunistică în mai 2006 pentru a proteja 5 specii de animale.

## Biodiversitate
Situată în ecoregiunea boreală, aria protejată nu include niciun habitat protejat.
La baza desemnării sitului se află mai multe specii protejate de  păsări (5): cocoșul de mesteacăn (Bonasa bonasia), caprimulg (Caprimulgus europaeus), ciocănitoare neagră (Dryocopus martius), cocoșul de mesteacăn (Tetrao tetrix tetrix),  cocoș de munte (Tetrao urogallus).